# Lepimormia sibirica
Lepimormia sibirica är en tvåvingeart som beskrevs av Jezek 1994. Lepimormia sibirica ingår i släktet Lepimormia och familjen fjärilsmyggor. Inga underarter finns listade i Catalogue of Life.